# 백방로
백방로(Baekbang-ro)는 전북특별자치도 순창군 복흥면 지선 교차로와 순창군 쌍치면 신성 교차로를 잇는 도로이다.

## 주요 경유지
전라남도
- 순창군 (복흥면 - 쌍치면)

## 노선
전 구간 국가지원지방도 제49호선에 속하므로 이 노선에 대한 별도 표기는 생략한다.
| 이름            | 접속 노선                            | 소재지        | 소재지        | 비고          |
| 단풍로와 직결   | 단풍로와 직결                        | 단풍로와 직결 | 단풍로와 직결 | 단풍로와 직결 |
| --------------- | ------------------------------------ | ------------- | ------------- | ------------- |
| 지선 교차로     | 단풍로                               | 순창군        | 복흥면        |               |
| 성자 교차로     | 반월길                               | 순창군        | 복흥면        |               |
| 반월 교차로     | 지방도 제792호선 (추령로)            | 순창군        | 복흥면        |               |
| 반월1교 반월2교 |                                      | 순창군        | 복흥면        |               |
| 하마 교차로     | 백방1길 백방2길                      | 순창군        | 복흥면        |               |
| 서마1교 서마2교 |                                      | 순창군        | 복흥면        |               |
| 복흥터널        |                                      | 순창군        | 복흥면        | 연장 865m     |
| 복흥터널        | 쌍치면                               | 순창군        |               | 연장 865m     |
| 신성교          |                                      | 순창군        |               |               |
| 신성 교차로     | 국도 제21호선 국도 제29호선 (순정로) | 순창군        |               |               |